# Clivinema bonita
Clivinema bonita är en insektsart som beskrevs av Knight 1928. Clivinema bonita ingår i släktet Clivinema och familjen ängsskinnbaggar. Inga underarter finns listade i Catalogue of Life.